# Грінвілл (Південна Кароліна)
Грінвілл (англ. Greenville) — місто (англ. city) в США, в окрузі Грінвілл штату Південна Кароліна. Населення — 70 720 осіб (2020).

## Географія
Грінвілл розташований за координатами 34°50′13″ пн. ш. 82°21′47″ зх. д. / 34.83694° пн. ш. 82.36306° зх. д. (34.836902, -82.362997).  За даними Бюро перепису населення США в 2010 році місто мало площу 74,64 км², з яких 74,25 км² — суходіл та 0,38 км² — водойми.
Грінвілл розташовується приблизно рівномірно між Атлантою, штат Джорджія та Шарлотта, штат Північна Кароліна.

### Клімат
У Грінвіллі субтропічний океанічний клімат, зазвичай з м'якою, короткою зимою; спекотним, вологим літом; теплою весною; та сухою осінню.

## Демографія
Згідно з переписом 2010 року, у місті мешкало 58 409 осіб у 25 599 домогосподарствах у складі 12 827 родин. Густота населення становила 783 особи/км².  Було 29418 помешкань (394/км²).
Расовий склад населення:
| - 64,0 % — білих - 30,0 % — чорних або афроамериканців - 1,4 % — азіатів - 0,3 % — корінних американців - 0,1 % — вихідців з тихоокеанських островів - 2,5 % — осіб інших рас |

До двох чи більше рас належало 1,8 %. Частка іспаномовних становила 5,9 % від усіх жителів.
За віковим діапазоном населення розподілялося таким чином: 19,4 % — особи молодші 18 років, 67,8 % — особи у віці 18—64 років, 12,8 % — особи у віці 65 років та старші. Медіана віку мешканця становила 34,6 року. На 100 осіб жіночої статі у місті припадало 92,7 чоловіків;  на 100 жінок у віці від 18 років та старших — 90,5 чоловіків також старших 18 років.
Середній дохід на одне домашнє господарство  становив 68 963 долари США (медіана — 41 924), а середній дохід на одну сім'ю — 92 109 доларів (медіана — 61 938). Медіана доходів становила 47 540 доларів для чоловіків та 37 136 доларів для жінок. За межею бідності перебувало 19,3 % осіб, у тому числі 26,7 % дітей у віці до 18 років та 11,5 % осіб у віці 65 років та старших.
Цивільне працевлаштоване населення становило 30 860 осіб. Основні галузі зайнятості: освіта, охорона здоров'я та соціальна допомога — 25,9 %, науковці, спеціалісти, менеджери — 14,7 %, мистецтво, розваги та відпочинок — 11,6 %, виробництво — 11,5 %.

## Відомі особистості
У поселенні народився:
- Трей Гауді (* 1964) — американський політик.
- Джим Демінт (* 1951) — американський політик.
- Керролл Кемпбелл (1940—2005) — американський політик.

## Міста-побратими
- Бергамо, Італія (1985)
- Кортрейк, Бельгія (1991)
- Тяньцзінь, Китай (2002)